# Duo Normand
De Duo Normand is een Franse wielerwedstrijd, die wordt gehouden in Marigny. Het is een van de weinige wedstrijden in de vorm van een koppeltijdrit.
De eerste editie werd in 1982 georganiseerd als amateurwedstrijd en in 1987 werd de koers opengesteld voor profs. De rit is 54 kilometer lang en wordt jaarlijks in september verreden. Hij maakt sinds 2005 onderdeel uit van UCI Europe Tour in de categorie 1.2. Vanaf 2013 wordt het ingedeeld in de categorie 1.1. De wedstrijd wordt gereden in vele verschillende categorieën, 's ochtends beginnen de amateurs, waarna bedrijventeams, tandems, gehandicapten, ouderen, gemengde koppels, vrouwen en jongeren starten. Pas aan het einde van de middag starten de mannen eliteteams.

## Lijst van winnaars
| Jaar | Winnaar                                     | Tweede                                  | Derde                               |
| ---- | ------------------------------------------- | --------------------------------------- | ----------------------------------- |
| 1982 | Philippe Bouvatier Bruce Péan               | Éric Ragneau Dominique Ragneau          | Henrik Charucki François Mignon     |
| 1983 | Brian Holm Jack Olsen                       | Thierry Marie Alain Taillefer           | Bruno Cornillet Roland Le Clerc     |
| 1984 | Christophe Gicquel Christophe Bachelot      | Christian Lefebvre Jean-Paul Letourneur | Philippe Brenner Fabrice Henry      |
| 1985 | Thierry Marie Charly Mottet                 | William Perard Jacques Dutailly         | Bernard Richard Daniel Leveau       |
| 1986 | Jack Olsen Peter Gilling                    | Laurent Bezault Pascal Lino             | Frédéric Gallerne M. Saux           |
| 1987 | Thierry Marie Gérard Rué                    | Richard Vivien Laurent Bezault          | Bernard Richard Roland Le Clerc     |
| 1988 | Thierry Marie Philippe Bouvatier            | Peter Verbeken Bart Leysen              | Atle Kvålsvoll Olaf Lurvik          |
| 1989 | Romes Gajnetdinov Pavel Tonkov              | Richard Vivien Jean-Louis Harel         | Paul Haghedooren Rob Harmeling      |
| 1990 | Dimitri Vasilitsjenko Joeri Manoejlov       | Francis Moreau Laurent Pillon           | Michel Cargnello Jean-Luc Tasset    |
| 1991 | Vjatsjeslav Djavanian Andrej Teterioek      | Jan Karlsson Björn Johansson            | Thierry Gouvenou Christophe Capelle |
| 1992 | Gianfranco Contri Luca Colombo              | Jan Karlsson Glenn Magnusson            | Marcel Wüst Jean-Philippe Dojwa     |
| 1993 | Chris Boardman Laurent Bezault              | Pascal Lance Eddy Seigneur              | Jan Karlsson Magnus Knutsson        |
| 1994 | Gianfranco Contri Cristian Salvato          | Fabian Jeker Beat Meister               | Peter Verbeken Marc Streel          |
| 1995 | Emmanuel Magnien Stéphane Pétilleau         | Pierre-Henri Menthéour Francis Urien    | Jean-Louis Harel Grégoire Balland   |
| 1996 | Chris Boardman Paul Manning                 | Jean-François Anti Stéphane Cueff       | Pascal Lance Marek Leśniewski       |
| 1997 | Henk Vogels Cyril Bos                       | Eddy Seigneur Andrea Peron              | Pascal Lance Marek Leśniewski       |
| 1998 | Magnus Bäckstedt Jérôme Neuville            | Carlos Da Cruz Guillaume Auger          | Francis Moreau David Millar         |
| 1999 | Chris Boardman Jens Voigt                   | Artūras Kasputis Gilles Maignan         | Frédéric Guesdon Bradley McGee      |
| 2000 | László Bodrogi Daniele Nardello             | Marco Pinotti Rubens Bertogliati        | Frédéric Finot Anthony Langella     |
| 2001 | Jonathan Vaughters Jens Voigt               | Fabian Cancellara Michael Rogers        | Bart Voskamp Remco van der Ven      |
| 2002 | Jevgeni Petrov Filippo Pozzato              | Jonas Olsson Gustav Larsson             | Christian Poos Andy Cappelle        |
| 2003 | Jean Nuttli Philippe Schnyder               | Benjamin Levecot Noan Lelarge           | Eugen Wacker Artem Botsjkarev       |
| 2004 | Eddy Seigneur Frédéric Finot                | Benjamin Levecot Noan Lelarge           | Sandy Casar Carlos Da Cruz          |
| 2005 | Sylvain Chavanel Thierry Marichal           | Joeri Krivtsov Erki Pütsep              | Dominique Cornu Jürgen Roelandts    |
| 2006 | Ondřej Sosenka Radek Blahut                 | Denis Robin Cédric Coutouly             | Florent Brard Stéphane Bergès       |
| 2007 | Bradley Wiggins Michiel Elijzen             | Denis Robin Émilien-Benoît Bergès       | Gustav Larsson Víctor Hugo Peña     |
| 2008 | Michael Tronborg Martin Mortensen           | Casper Jørgensen Michael Mørkøv         | Lieuwe Westra Jos Pronk             |
| 2009 | Nikolaj Troesov Artjom Ovetsjkin            | Sergej Firsanov Aleksejs Saramotins     | Jevgeni Popov Aleksandr Porsev      |
| 2010 | Artjom Ovetsjkin Alexandru Pliușchin        | Jérémy Roy Anthony Roux                 | Nikita Novikov Dimitri Ignatiev     |
| 2011 | Johan Vansummeren Thomas Dekker             | Jérémy Roy Anthony Roux                 | Jens Mouris Martijn Keizer          |
| 2012 | Luke Durbridge Svein Tuft                   | Alex Dowsett Luke Rowe                  | Robert Vrečer Andreas Hofer         |
| 2013 | Luke Durbridge Svein Tuft                   | Michael Hepburn Jens Mouris             | Kristof Vandewalle Julien Vermote   |
| 2014 | Reidar Bohlin Borgersen Truls Engen Korsæth | Anthony Delaplace Arnaud Gérard         | Ivan Balykin Artjom Ovetsjkin       |
| 2015 | Victor Campenaerts Jelle Wallays            | Olivier Pardini Dimitri Claeys          | Martin Madsen Mathias Westergaard   |
| 2016 | Luke Durbridge Svein Tuft                   | Lars Carstensen Martin Madsen           | Johan Le Bon Marc Fournier          |
| 2017 | Anthony Delaplace Pierre-Luc Perichon       | Mathias Norsgaard Mikkel Bjerg          | David Boucher Timothy Stevens       |
| 2018 | Martin Toft Madsen Rasmus Quaade            | Emil Vinjebo Casper von Folsach         | Bruno Armirail Jérémy Roy           |
| 2019 | Mathias Norsgaard Rasmus Quaade             | Christophe Laporte Anthony Perez        | Patrick Gamper Matthias Brändle     |

### Meervoudige winnaars
| Overwinningen | Renner            | Land                | Jaren              |
| ------------- | ----------------- | ------------------- | ------------------ |
| 3             | Chris Boardman    | Verenigd Koninkrijk | 1993 + 1996 + 1999 |
| 3             | Luke Durbridge    | Australië           | 2012 + 2013 + 2016 |
| 3             | Svein Tuft        | Canada              | 2012 + 2013 + 2016 |
| 2             | Thierry Marie     | Frankrijk           | 1987 + 1988        |
| 2             | Gianfranco Contri | Italië              | 1992 + 1994        |
| 2             | Jens Voigt        | Duitsland           | 1999 + 2001        |
| 2             | Artjom Ovetsjkin  | Rusland             | 2009 + 2010        |
| 2             | Rasmus Quaade     | Denemarken          | 2018 + 2019        |

### Overwinningen per land
| Overwinningen | Land                                                   |
| ------------- | ------------------------------------------------------ |
| 20            | Frankrijk                                              |
| 10            | Denemarken                                             |
| 6             | Italië, Sovjet-Unie                                    |
| 5             | Verenigd Koninkrijk                                    |
| 4             | Australië, België, Rusland                             |
| 3             | Canada                                                 |
| 2             | Duitsland, Nederland, Noorwegen, Tsjechië, Zwitserland |
| 1             | Hongarije, Moldavië, Verenigde Staten, Zweden          |